# Commission Santer

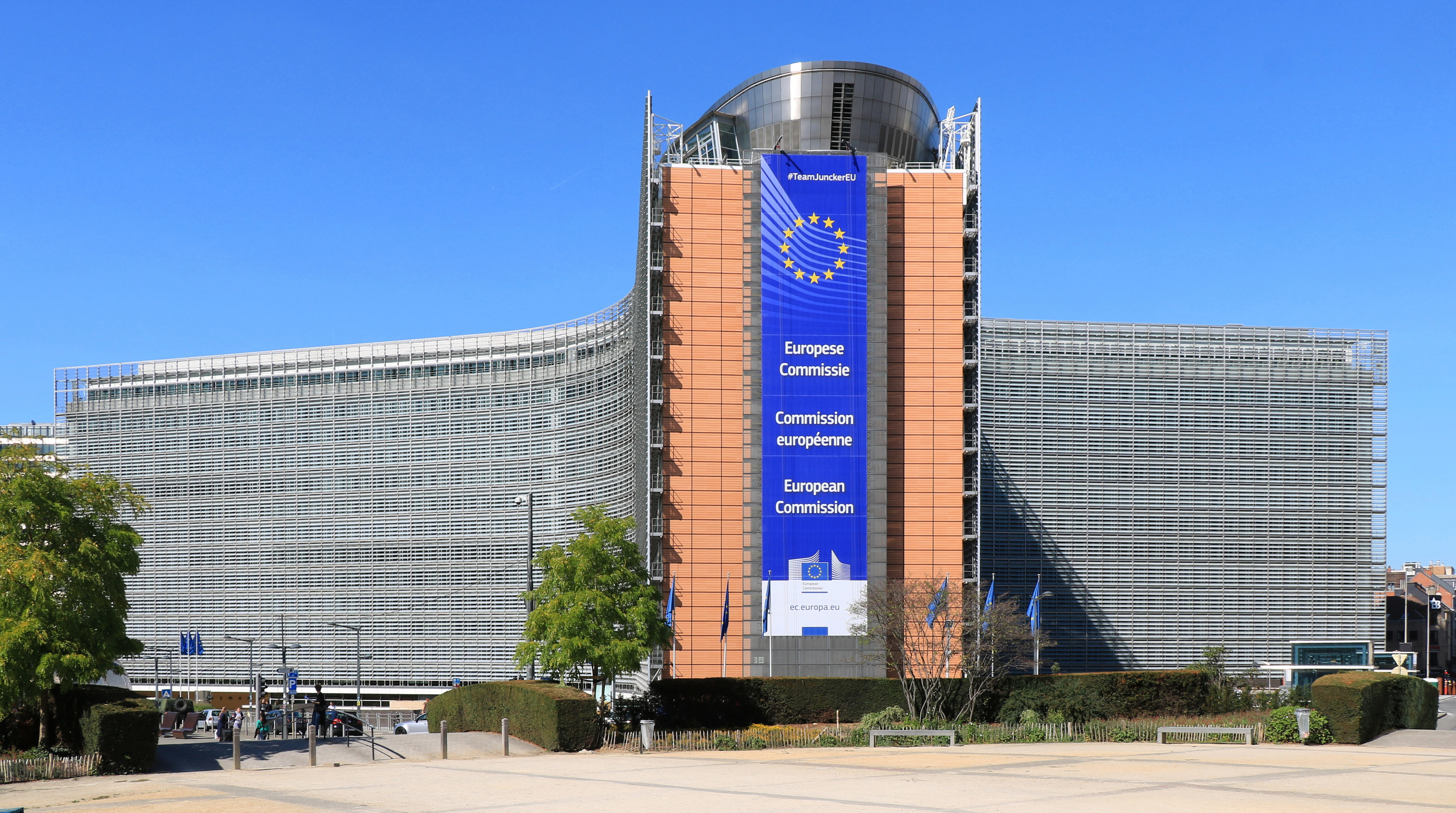
Siège de la Commission européenne à Bruxelles (Bâtiment Berlaymont).

La commission Santer est la commission européenne dirigée par le Luxembourgeois Jacques Santer de 1995 à 1999. Elle succédait à la commission Delors III et fut suivie par la commission Marín puis par la commission Prodi. Contestée au Parlement européen, qui menaçait de la censurer à la suite des allégations de mauvaise gestion visant certains de ses membres dont Édith Cresson, la commission Santer démissionne le 15 mars 1999 sans qu'une motion de censure soit adoptée.

## Composition
| Fonction                                                                               | Commissaire             | États membres | Parti  |
| -------------------------------------------------------------------------------------- | ----------------------- | ------------- | ------ |
| Président                                                                              | Jacques Santer          | Luxembourg    | CSV    |
| Vice-Président Relations extérieures                                                   | Leon Brittan            | Royaume-Uni   | Tory   |
| Vice-Président Relations extérieures (Méditerranée, Amérique latine, Moyen-Orient)     | Manuel Marín            | Espagne       | PSOE   |
| Marché intérieur                                                                       | Mario Monti             | Italie        | Aucun  |
| Agriculture et Développement rural                                                     | Franz Fischler          | Autriche      | ÖVP    |
| Concurrence                                                                            | Karel Van Miert         | Belgique      | SP.A   |
| Affaires économiques et financières                                                    | Yves-Thibault de Silguy | France        | Aucun  |
| Emploi et Affaires sociales                                                            | Pádraig Flynn           | Irlande       | FF     |
| Pêche, Politique des consommateurs et protection de leur santé Office humanitaire ECHO | Emma Bonino             | Italie        | PRI    |
| Environnement                                                                          | Ritt Bjerregaard        | Danemark      | SD     |
| Affaires industrielles et Technologies de l'information et de la communication         | Martin Bangemann        | Allemagne     | FDP    |
| Transports                                                                             | Neil Kinnock            | Royaume-Uni   | Labour |
| Énergie et Tourisme                                                                    | Chrístos Papoutsís      | Grèce         | PASOK  |
| Immigration, Justice et Affaires intérieures                                           | Anita Gradin            | Suède         | SAP    |
| Budget, Personnel et Administration                                                    | Erkki Liikanen          | Finlande      | Aucun  |
| Politique régionale                                                                    | Monika Wulf-Mathies     | Allemagne     | SPD    |
| Recherche, Science et Technologie                                                      | Édith Cresson           | France        | PS     |
| Relations avec l'Europe centrale et orientale                                          | Hans van den Broek      | Pays-Bas      | CDA    |
| Relations avec les Pays ACP                                                            | João de Deus Pinheiro   | Portugal      | PSD    |
| Relations avec le Parlement européen, Culture et Politique audiovisuelle               | Marcelino Oreja         | Espagne       | PP     |

La couleur des cases indique approximativement la tendance politique du commissaire européen en utilisant le schéma suivant :
| affiliation        | nombre de commissaires |
| ------------------ | ---------------------- |
| conservateurs      | 7                      |
| libéraux           | 2                      |
| sociaux-démocrates | 8                      |
| Indépendants       | 3                      |